# Ginzia ferrea
Ginzia ferrea är en fjärilsart som beskrevs av Butler 1866. Ginzia ferrea ingår i släktet Ginzia och familjen juvelvingar. Inga underarter finns listade i Catalogue of Life.